# Membràcids
Els membràcids (Membracidae) són una família d'hemípters auquenorrincs que viuen principalment en els boscos tropicals, però que es poden trobar en tots els continents excepte l'Antàrtida. Se'n coneixen 3.200 espècies distribuïdes en 600 gèneres. A Europa només n'hi ha cinc espècies conegudes.
És molt característic el seu pronot (part del tòrax) engrandit i vistós que sembla que els serveix de camuflatge a més d'estar buit per dins i del qual se'n poden despendre en cas d'atac. Pertanyen a un llinatge amb més de 40 milions d'anys però els seus individus acostumen a tenir una vida de només uns quants mesos de durada.

## Morfologia
Els membràcids, pel seu aspecte inusual, tenen als naturalistes interessats des de fa temps. Són més coneguts pel seu pronot engrandit i ornamentat, expandit en formes sovint fantàstiques que milloren el seu camuflatge o mimetisme, sovint assemblant-se a les espines de les plantes (d'aquí el nom d'ús comú d' «insectes d'espines» per a diverses espècies de membràcids). El pronot especialitzat (o casc) pot no ser simplement una expansió de l'esclerita protoràcica, sinó un parell d'apèndixs dorsals fusionats del primer segment toràcic. El membràcic té músculs especialitzats en els seus fèmurs posteriors que es desenvolupen per generar força suficient per saltar.
- Un membràcid de l'espècie Heteronotus nodosus investigat per Micro-TC, revelant la morfologia interior. L'interior del pronot ampliat, en aquesta espècie imitant el cos d'una vespa, està buit

Poden ser homòlegs en sèrie d'ales d'insectes, que són apèndixs dorsals del segon i/o tercer segments toràcics, tot i que aquesta interpretació ha estat seriosament qüestionada. L'evidència d'aquesta teoria va incloure el desenvolupament del casc, que sorgeix com un parell d'apèndixs units a cada costat del protòrax dorsal mitjançant una articulació amb músculs i una membrana flexible que li permeten ser mòbil (a més, gens similars estan implicats en el desenvolupament del casc i de les ales).
La distinció dels mascles de les femelles només s'aconsegueix mirant els genitals.

## Ecologia
S'alimenten de saba com les cigales amb les que estan emparentats. Els individus immadurs es poden trobar en espècies herbàcies i arbusts mentre que els adults s'alimenten d'arbres. Com els pugons l'excés de saba l'excreten com una substància ensucrada (melada) que sovint atrau les formigues i aquestes els protegeixen dels depredadors. Algunes espècies tenen un mutualisme amb les formigues ben desenvolupat, i aquestes espècies normalment també són gregaries, cosa que atrau més formigues. Les formigues proporcionen protecció dels depredadors. Altres han format mutualismes amb les vespes, com ara Parachartergus apicalis. Fins i tot els geckos formen relacions mutualistes amb els membràcids, amb els quals es comuniquen per petites vibracions de l'abdomen.
Els membràcids imiten les espines per evitar que els depredadors les vegin.
La femella diposita els ous mitjançant un ovipositor dins del càmbium de les plantes o altres teixits, encara que algunes espècies ponen ous a sobre de fulles o tiges. Els ous poden ser parasitats per petites vespes, per Mymaridae i Trichogrammatidae. En algunes espècies les femelles es posen sobre els seus ous per a protegir-los de depredadors i paràsits, i poden fer brunzir les ales davant els intrusos. Les femelles d'algunes espècies gregaries treballen juntes per protegir els ous de les altres. En almenys una espècie, Publilia modesta, les mares produeixen molta melada per atreure formigues quan les nimfes són massa petites per produir melada.
Com els adults, les nimfes també s'alimenten de saba, i a diferència dels adults, tenen un tub anal extensible que sembla dissenyat per dipositar la melada lluny del seu cos. El tub sembla ser més llarg en espècies solitàries a les quals poques vegades assisteixen formigues. És important que els insectes que s'alimenten de saba eliminin la melada, ja que en cas contrari es poden infectar amb fongs. De fet, un dels beneficis evidents de les formigues per a les nimfes de la Publilia concava és que les formigues eliminen la melada i redueixen aquest creixement de fongs.
La majoria d'espècies són innòcues per als humans, tot i que algunes es consideren plagues menors, com l'Umbonia crassicornis (que sembla una espina), el Spissistilus festinus i el Stictocephala bisonia, que s'ha vist introduït a Europa. L' Oxyrachis tarandus ha estat registrada com una plaga de Withania somnifera a l'Índia.

## Sistemàtiques
La diversitat de membràcids ha estat poc investigada, i la seva disposició sistemàtica és provisional. Sembla que es poden distingir tres llinatges principals:
- els Endoiastinae són els membràcids més antics, encara s'assemblen una mica a les cigales.
- els Centrotinae formen el segon grup; estan una mica més avançats però el pronot encara no cobreix l'escutel en gairebé tots.
- els Darninae, Heteronotinae, Membracinae i Smiliinae contenen els membràcids més apomòrfics.

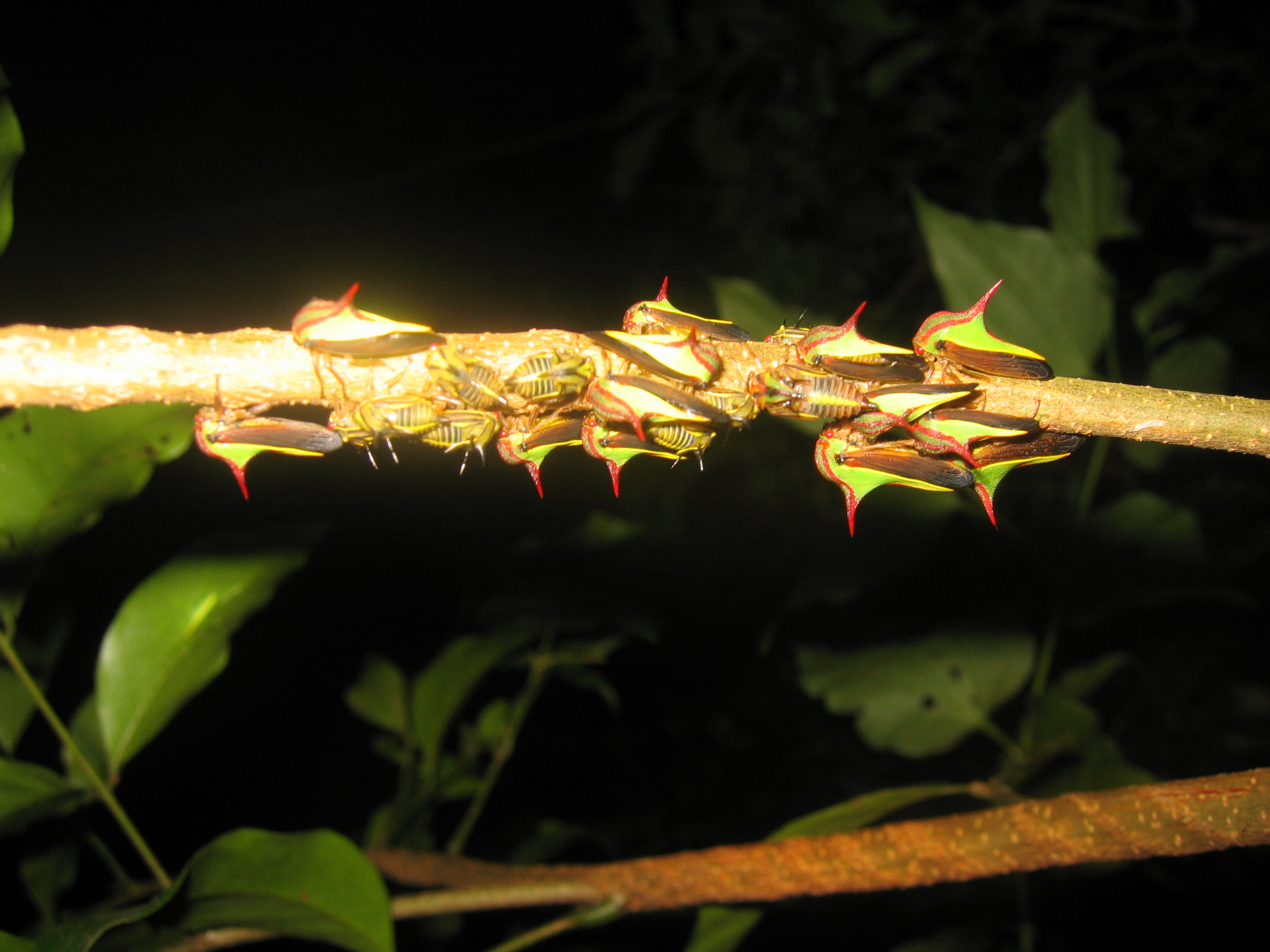
Grup de membràcids a Costa Rica que imiten les espines
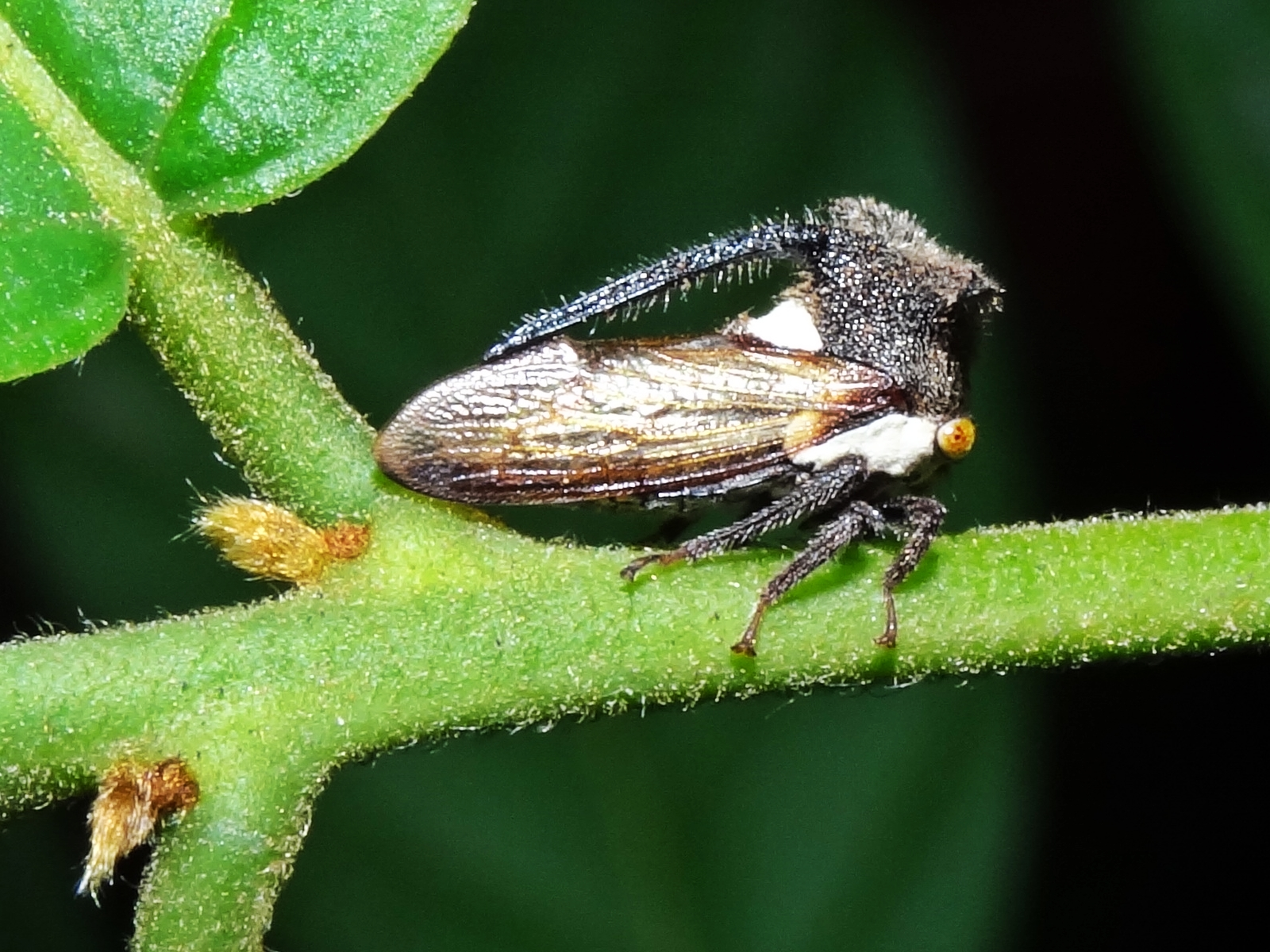
Membràcid amb banyes a l'Índia
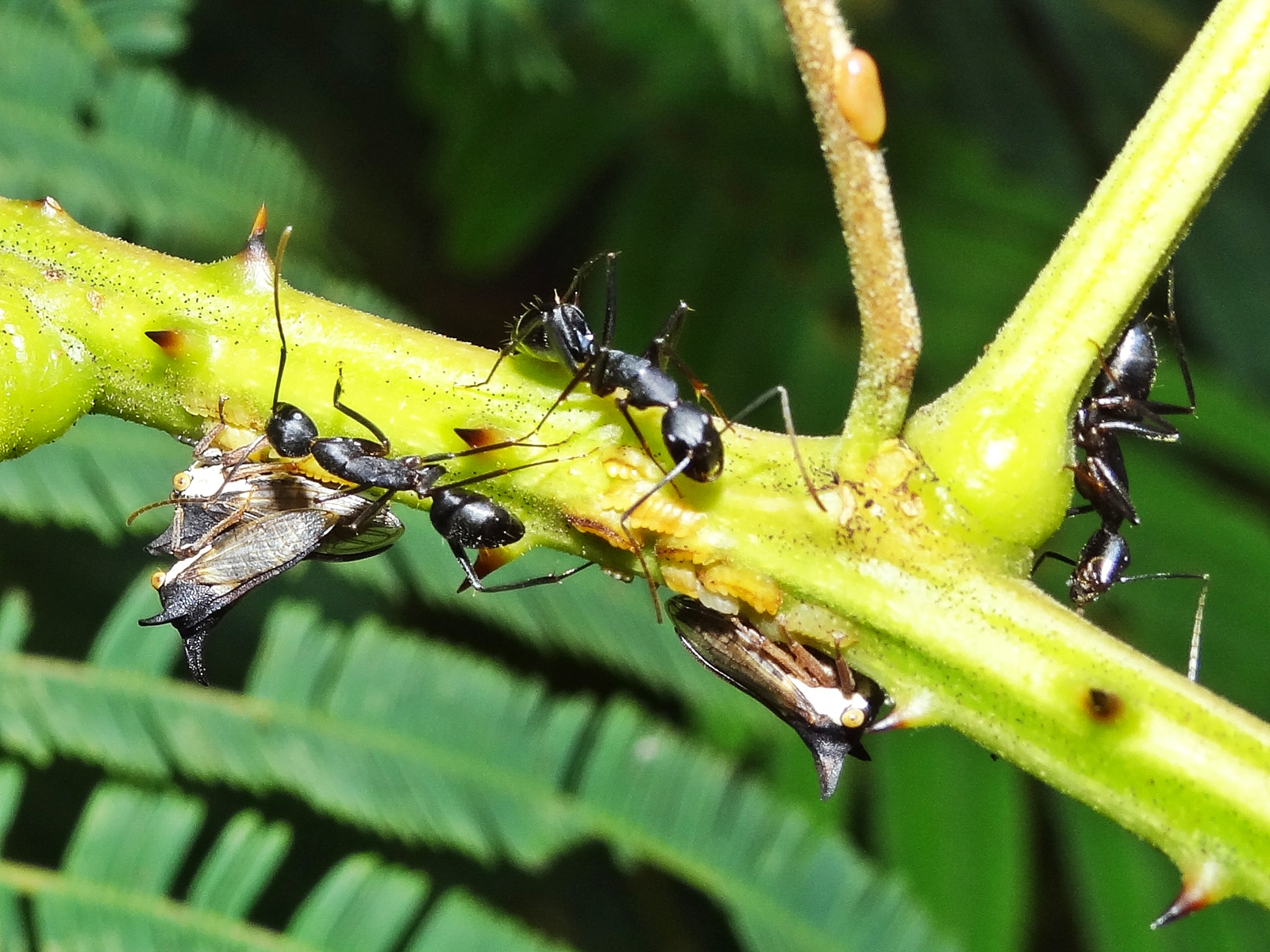
Membràcids cuidats per formigues
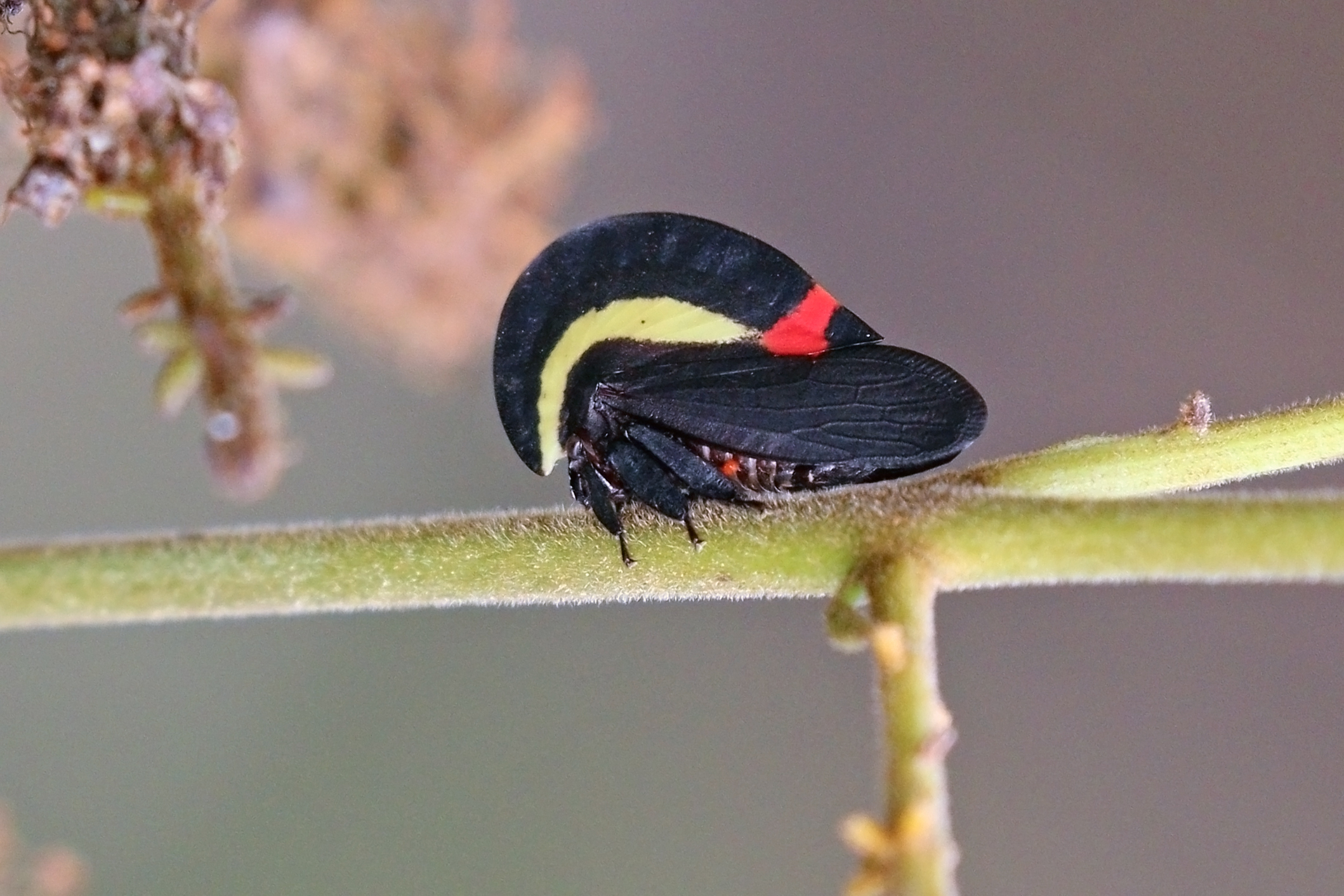
Vistós Membracis sanguineoplaga al Brasil

Diverses subfamílies proposades semblen ser parafilètiques. Pot ser que s'hagin de fusionar Centronodinae i Nicomiinae a Centrotinae per donar lloc a un grup monofilètic.